# 洛和会音羽病院
洛和会音羽病院（らくわかいおとわびょういん）は、京都府京都市山科区にある民間病院。卒後臨床研修病院や京都府がん診療推進病院、救命救急センターなどの指定を受けている。洛和会ヘルスケアシステムの病院であり、同グループ内の病院には洛和会音羽病院に加え、急性期診療を中心とした洛和会丸太町病院、透析を中心とした腎疾患専門病院の洛和会音羽記念病院(小山鎮守町29-1)、リハビリテーション専門の洛和会音羽リハビリテーション病院(小山北溝町32-1)、慢性期医療を行う洛和会東寺南病院がある。

## 沿革
- 1980年：開院。
- 1997年：医師臨床研修病院の指定を受ける
- 2001年：電子カルテ導入
- 2011年：新棟開設
- 2012年：救命救急センター指定
- 2015年 : 京都府災害拠点病院指定

## 診療科
- 内科
- 消化器内科
- 心臓内科
- 呼吸器内科
- 呼吸器外科
- アレルギー科
- 小児科
- 小児外科
- 心療内科
- 産婦人科
- 外科
- 脳神経外科
- 整形外科
- リハビリテーション科
- リウマチ科
- 眼科
- 耳鼻咽喉科
- 皮膚科
- 泌尿器科
- 心臓血管外科
- 精神科
- 神経内科
- 麻酔科
- 形成外科
- 肛門外科
- 放射線科
- 歯科
- 歯科口腔外科
- 頭頸部外科
- 乳腺外科
- 血液内科
- 内分泌糖尿病内科
- 腎臓内科
- 感染症内科
- 救急科
- 病理診断科
- 矯正歯科
- 肝臓・胆のう・膵臓外科
- 放射線治療科

## 交通アクセス
- 京阪電鉄京津線四宮駅から徒歩約10分
- 名神高速道路京都東インターチェンジすぐ